# زمین‌لرزه ۱۹۴۹ چین
زمین‌لرزه چین  در تاریخ ۲۳ فوریه ۱۹۴۹ میلادی، برابر با ‎۴ اسفند ۱۳۲۷، ساعت ۱۶:۰۸:۰۸ به زمان یوتی‌سی در چین رخ داد. بزرگی آن ۷٫۳ در مقیاس Mw اعلام شده‌است. زمین‌لرزه به وقت محلی در روز پنج‌شنبه، ساعت ۰ روی داده و منطقه زمانی آن یوتی‌سی +۸ بوده‌است .
سازمان زمین‌شناسی آمریکا نیز جای این زمین‌لرزه را در مختصات ۴۲°شمالی ۸۴°شرقی / ۴۲°شمالی ۸۴°شرقی و بزرگی آنرا برابر با ۷٫۳ در مقیاس ریشتر اعلام کرده‌است. 
شمار کشتگان زلزله حدود ۱۲ نفر بوده‌است.تعداد زخمیان ۲۰ نفر برآورده شده‌است.